# Antocha (Antocha) khasiensis
Antocha (Antocha) khasiensis is een tweevleugelige uit de familie steltmuggen (Limoniidae). De soort komt voor in het Oriëntaals gebied.